# 마놀로 카르도나

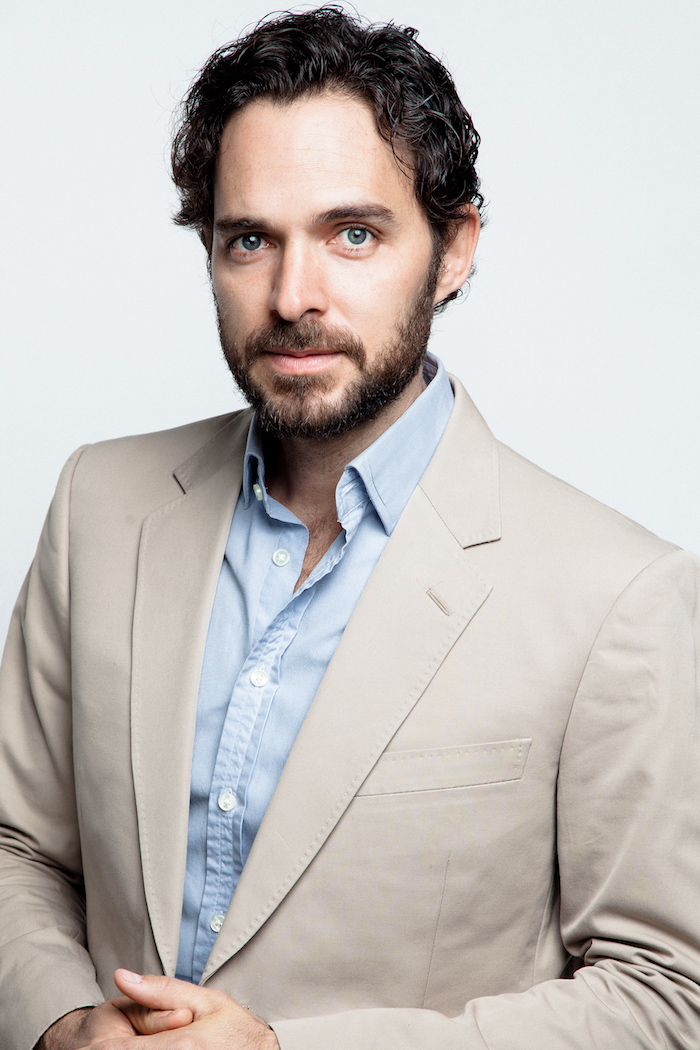

마놀로 카르도나(Manuel Julián Cardona Molano, 1977년 4월 25일 ~ )는 콜롬비아의 배우, 텔레비전 배우이다.
포파얀에서 태어났다.

## 방송
- 나르코스
- 코버트 어페어즈 4

## 영화
- 나르코스 시즌1 (2015년) - 에드와도 산도발 역
- 포트 블리스 (2014년) - 루이스 역
- 더 뮬: 죽음의 질주 (2012년) - 로베르토 역
- 스니치 : 마약과의전쟁 (2011년) - 마틴 역
- 살인의 기억 (2011년)
- 언더토 (2009년)
- 비버리힐즈 치와와 (2008년)
- 마이 브라더스 우먼 (2005년)
- 로사리오 (2005년) - 에밀리오 역